# نهر نيريتفا
نهر نيريتفا، هو أكبر نهر في الجزء الشرقي من حوض البحر الأدرياتيكي. ويُعرف النهر بجمال المناظر الطبيعية به وتنوعها.